# Джордж Коттарас
Джордж Коттара́с (англ. George Kottaras; 16 травня 1983, Скарборо, Онтаріо) — грекоканадський професіональний бейсболіст, виступає на позиції кетчера за клуб Головної бейсбольної ліги «Мілвокі Брюерс». Закінчив Середню школу Міллікен-Міллз в Маркемі, Онтаріо.
Виступав за національну збірну Греції на Олімпійських іграх 2004 в Афінах, Греція.

## Професіональна бейсбольна кар'єра
4 червня 2002 року Коттарас був обраний клубом «Сан-Дієго Падрес» під 595-м номером в 20-му раунді драфту 2002. 26 травня 2003 Коттарас підписав з «Падрес» контракт, провівши один рік в коледжі Коннорс, у Ворнері, Оклахома.
Коттарас розпочав свою професіональну кар'єру у клубі Піонерської бейсбольної ліги «Айдахо-Фоллс Падрес», а згодом, у 2006 році перейшов до команди організації «Падрес» «Портленд Біверс» з ліги ААА. Він взяв участь у Матчі усіх майбутніх зірок у складі збірної команди Світу і того ж року посів 48 позицію у списку FAB50 — 50 найкращих гравців Нижчої бейсбольної ліги за версією журналу Minor League News.
5 вересня 2006 року «Падрес» обміняли Коттараса до «Бостон Ред Сокс» на Девіда Веллза. Коттарас відразу потрапив до основного складу «Ред Сокс».
Сезон 2007 Коттарас провів за команду ліги ААА «Потакет Ред Сокс». Перед початком сезону 2008 він був викликаний для участі у весняному тренуванні, але 17 березня 2008 року керівництво клубу направило його до «Потакет Ред Сокс». Коттарас провів регулярний сезон та серію плей-оф, але як тільки «Потакет» програли в плей-оф Міжнародної ліги, Коттарас одразу був викликаний до Бостона.
8 вересня 2008 року Коттарас був викликаний з «Потакет Ред Сокс», і 13 вересня 2008 року він дебютував в Головній бейсбольній лізі в 6-му інінзі матчу проти Торонто Блу-Джейс і здобув єдиний ран «Ред Сокс» у тій грі.
В сезоні 2009 Коттарас став особистим кетчером для пітчера Тіма Вейкфілда, тоді як зазвичай Джейсон Варітек ловив подачі всіх інших пітчерів команди. Після того як Вейкфілд був виключений з основного складу команди після Матчу всіх зірок, Коттарас зазнав травму спини. Він перейшов до «Потакет Ред Сокс» і залишився в команді до 1 вересня. Як тільки Вейкфілд відновився, менеджер «Ред Сокс» Террі Франкона знову викликав Коттараса до головної команди: Коттарас провів вдалу гру як стартовий пітчер.
3 липня 2009 року Коттарас вибив свій перший хоумран у Головній бейсбольій лізі; проти пітчера «Сієтл Маринерс» Марка Лоу внизу 11-го інінгу.
198 листопада 2009 року Коттарас залишив «Ред Сокс». Того ж дня він був підписаний «Мілвокі Брюерс».

## Олімпійські ігри 2004
У 2004 році Коттарас виступав за національну збірну Греції на Олімпійських іграх 2004. Право представляти збірну Греції він отримав від федерації, тому що обоє його батьків були грецькими емігрантами. На Олімпіаді Коттарас грав на позиції гравця першої бази та замінного кетчера. Як один із небагатьох членів грецької команди, він також домомагав партнерам як перекладач.
21 липня 2004 року Коттарас заробив 3 рани і допоміг свої команді перемогти збірну Італії з рахунком 11—7, і ця перемога стала першою та єдиною для збірної Греції на турнірі.